# Lijst van gevechten in de Tachtigjarige Oorlog
Lijst van veldslagen, belegeringen en zeeslagen tijdens de Tachtigjarige Oorlog op chronologische volgorde:
| Gevecht                                              | Staatse strijdkrachten (rebellen)                             | Spaanse strijdkrachten (koningsgezinden)   | Datum                                           |                                            |
| Van Beeldenstorm tot Den Briel (1566–1572)           | Van Beeldenstorm tot Den Briel (1566–1572)                    | Van Beeldenstorm tot Den Briel (1566–1572) | Van Beeldenstorm tot Den Briel (1566–1572)      | Van Beeldenstorm tot Den Briel (1566–1572) |
| ---------------------------------------------------- | ------------------------------------------------------------- | ------------------------------------------ | ----------------------------------------------- | ------------------------------------------ |
| Beeldenstorm                                         | Calvinistische plunderaars                                    | Habsburgs-Nederlandse regeringstroepen     | 10 augustus – oktober 1566                      |                                            |
| Beleg van Valencijn                                  | Geuzen                                                        | Habsburgs-Nederlandse regeringstroepen     | 6 december 1566 - 23 maart 1567                 |                                            |
| Slag bij Wattrelos                                   | Geuzen                                                        | Habsburgs-Nederlandse regeringstroepen     | 27 december 1566                                |                                            |
| Slag bij Lannoy                                      | Geuzen                                                        | Habsburgs-Nederlandse regeringstroepen     | 29 december 1566                                |                                            |
| Slag bij Oosterweel                                  | Geuzen                                                        | Habsburgs-Nederlandse regeringstroepen     | 13 maart 1567                                   |                                            |
| Oranjes eerste invasie:                              | Willem van Oranje                                             | Leger van Vlaanderen                       | april – oktober 1568                            |                                            |
| * Beleg van Roermond (1568)                          | Jan van Montigny                                              | Leger van Vlaanderen                       | 23 april 1568                                   |                                            |
| * Slag bij Dalheim                                   | Jan van Montigny                                              | Leger van Vlaanderen                       | 25 april 1568                                   |                                            |
| * Slag bij Heiligerlee (1568)                        | Lodewijk en Adolf van Nassau                                  | Leger van Vlaanderen                       | 23 mei 1568                                     |                                            |
| * Beleg van Groningen (1568)                         | Lodewijk van Nassau                                           | Leger van Vlaanderen                       | mei - juli 1568                                 |                                            |
| * Slag bij Jemmingen (1568)                          | Lodewijk van Nassau                                           | Leger van Vlaanderen                       | 21 juli 1568                                    |                                            |
| * Slag bij Geldenaken                                | Willem van Oranje                                             | Leger van Vlaanderen                       | 20 oktober 1568                                 |                                            |
| * Slag bij Le Quesnoy (1568)                         | Willem van Oranje                                             | Leger van Vlaanderen                       | 12 november 1568                                |                                            |
| Slag op de Eems                                      | Geuzen                                                        | Spaanse marine                             | 10 juni 1568                                    |                                            |
| Inname van Loevestein                                | Herman de Ruyter                                              | Leger van Vlaanderen                       | 9–14 december 1570                              |                                            |
| Van Den Briel tot Spaanse Furie (1572–1576)          |                                                               |                                            |                                                 |                                            |
| Inname van Den Briel                                 | Geuzen                                                        | Leger van Vlaanderen                       | 1 april 1572                                    |                                            |
| Opstand van Vlissingen                               | Gewapende burgers                                             | Waals garnizoen                            | 6 april 1572                                    |                                            |
| Bestorming van Rotterdam (1572)                      | Geuzen                                                        | Leger van Vlaanderen                       | 7–9 april 1572                                  |                                            |
| Inname van Veere                                     | Geuzen                                                        | Leger van Vlaanderen                       | 4 mei 1572                                      |                                            |
| Inname van Doesburg                                  | Geuzen                                                        | Leger van Vlaanderen                       | 25 mei 1572                                     |                                            |
| Inname van Zutphen (1572)                            | Geuzen                                                        | Leger van Vlaanderen                       | 10 juni 1572                                    |                                            |
| Inname van Bredevoort (1572)                         | Geuzen                                                        | Heerlijkheid Anholt                        | 9–20 juni 1572                                  |                                            |
| Inname van Doetinchem (1572)                         | Geuzen                                                        | Leger van Vlaanderen                       | 22 juni 1572                                    |                                            |
| Inname van Dordrecht (1572)                          | Geuzen                                                        | Leger van Vlaanderen                       | 23 juni 1572                                    |                                            |
| Inname van Gorinchem                                 | Geuzen                                                        | Leger van Vlaanderen                       | 26 juni 1572                                    |                                            |
| Inname van Harderwijk                                | Geuzen                                                        | Leger van Vlaanderen                       | 4 juli 1572                                     |                                            |
| Beleg van Middelburg (1572-1574)                     | Geuzen                                                        | Leger van Vlaanderen                       | april 1572 - 8 februari 1574                    |                                            |
| Inname van Oudenaarde                                | Jacob Blommaert                                               | Leger van Vlaanderen                       | 7 september 1572                                |                                            |
| Beleg van Goes                                       | Geuzen                                                        | Leger van Vlaanderen                       | 20 oktober 1572                                 |                                            |
| Inname van Schoonhoven                               | Geuzen                                                        | Leger van Vlaanderen                       | 20 oktober 1572                                 |                                            |
| Oranjes tweede invasie:                              | Willem van Oranje                                             | Leger van Vlaanderen                       | mei - september 1572                            |                                            |
| * Bezetting van Bergen                               | Lodewijk van Nassau                                           | Leger van Vlaanderen                       | mei - september 1572                            |                                            |
| * Slag bij Saint-Ghislain                            | Franse hugenoten (steun voor Geuzen)                          | Leger van Vlaanderen                       | 17 juli 1572                                    |                                            |
| * Inname van Roermond                                | Willem van Oranje                                             | Leger van Vlaanderen                       | 23 juli 1572                                    |                                            |
| * Verovering van Diest (1572)                        | Willem van Oranje                                             | Leger van Vlaanderen                       | oktober 1572                                    |                                            |
| * Inname van Leuven                                  | Willem van Oranje                                             | Leger van Vlaanderen                       | augustus 1572                                   |                                            |
| * Beleg van Kampen (1572)                            | Willem IV van den Bergh                                       | Leger van Vlaanderen                       | 9 - 11 augustus 1572                            |                                            |
| * Blokkades van Amsterdam                            | Nederlandse rebellen                                          | Leger van Vlaanderen                       | 12 augustus 1572 - 8 februari 1578              |                                            |
| * Inname van Dendermonde                             | Willem van Oranje                                             | Leger van Vlaanderen                       | 6 september 1572                                |                                            |
| Inname van Stavoren                                  | Geuzen                                                        | Leger van Vlaanderen                       | 6 september 1572                                |                                            |
| Waalse Furie in Dokkum                               | Geuzen                                                        | Leger van Vlaanderen                       | 12 - 15 september 1572                          |                                            |
| Don Frederiks veldtocht:                             | Nederlandse rebellen                                          | Leger van Vlaanderen                       | oktober 1572-oktober 1573                       |                                            |
| * Spaanse Furie (Mechelen)                           | Nederlandse rebellen                                          | Leger van Vlaanderen                       | 2 oktober 1572                                  |                                            |
| * Bloedbad van Zutphen                               | Nederlandse rebellen                                          | Leger van Vlaanderen                       | 15 november 1572                                |                                            |
| * Bloedbad van Naarden                               | Nederlandse rebellen                                          | Leger van Vlaanderen                       | 1 december 1572                                 |                                            |
| Inname van Geertruidenberg                           | Nederlandse rebellen                                          | Leger van Vlaanderen                       | 28 augustus 1573                                |                                            |
| * Beleg van Haarlem (1572-1573)                      | Nederlandse rebellen                                          | Leger van Vlaanderen                       | december 1572 - 13 juli 1573                    |                                            |
| * Slag op de Diemerdijk                              | Nederlandse rebellen                                          | Leger van Vlaanderen                       | 2 juni - 17 juli 1573                           |                                            |
| * Beleg van Alkmaar                                  | Nederlandse rebellen                                          | Leger van Vlaanderen                       | augustus-oktober 1573                           |                                            |
| Slag bij Vlissingen                                  | Nederlandse rebellen                                          | Spaanse marine                             | 17 april 1573                                   |                                            |
| Slag bij Borsele                                     | Nederlandse rebellen                                          | Spaanse marine                             | 22 april 1573                                   |                                            |
| Slag op het Haarlemmermeer                           | Nederlandse rebellen                                          | Spaanse marine                             | 26 mei 1573                                     |                                            |
| Slag op de Zuiderzee                                 | Nederlandse rebellen                                          | Spaanse marine                             | 11 oktober 1573                                 |                                            |
| Beleg van Leiden (1573-1574)                         | Nederlandse rebellen                                          | Leger van Vlaanderen                       | oktober 1573- 3 oktober 1574                    |                                            |
| Slag bij Delft (1573)                                | Nederlandse rebellen                                          | Leger van Vlaanderen                       | oktober 1573                                    |                                            |
| Slag bij Reimerswaal                                 | Nederlandse rebellen                                          | Spaanse marine                             | 29 januari 1574                                 |                                            |
| Oranjes derde invasie                                | Nederlandse rebellen                                          | Leger van Vlaanderen                       | februari - 14 april 1574                        |                                            |
| Slag op de Mookerheide                               | Lodewijk en Hendrik van Nassau                                | Leger van Vlaanderen                       | 14 april 1574                                   |                                            |
| Slag bij Lillo                                       | Nederlandse rebellen                                          | Spaanse marine                             | 30 mei 1574                                     |                                            |
| Beleg van Zaltbommel (1574)                          | Nederlandse rebellen                                          | Leger van Vlaanderen                       | juli - oktober 1574                             |                                            |
| Slag bij Zoetermeer                                  | Watergeuzen                                                   | Leger van Vlaanderen                       | september 1574                                  |                                            |
| Beleg van Buren (1575)                               | Nederlandse rebellen                                          | Leger van Vlaanderen                       | 28 juni 1575                                    |                                            |
| Beleg van Oudewater (1575)                           | Nederlandse rebellen                                          | Leger van Vlaanderen                       | 19 juli - 8 augustus 1575                       |                                            |
| Beleg van Schoonhoven (1575)                         | Nederlandse rebellen                                          | Leger van Vlaanderen                       | 12 augustus - 23 augustus 1575                  |                                            |
| Beleg van Woerden                                    | Nederlandse rebellen                                          | Leger van Vlaanderen                       | 8 september 1575 - 10 september 1576            |                                            |
| Beleg van Bommenede                                  | Nederlandse rebellen                                          | Leger van Vlaanderen                       | ? - 25 oktober 1575                             |                                            |
| Beleg van Zierikzee (1575-1576)                      | Nederlandse rebellen                                          | Leger van Vlaanderen                       | ? oktober 1575 - 29 juli 1576                   |                                            |
| Aanval op Muiden                                     | Nederlandse rebellen                                          | Leger van Vlaanderen                       | mei 1576                                        |                                            |
| Plundering van Aalst                                 | Inwoners van Aalst                                            | Spaanse muiters                            | 25 juli - 2 november 1576                       |                                            |
| Beleg van Krimpen aan de Lek                         | Nederlandse rebellen                                          | Leger van Vlaanderen                       | 30 januari - 21 februari 1576                   |                                            |
| Slag bij Vissenaken                                  | Brabantse troepen                                             | Spaanse muiters                            | 14 september 1576                               |                                            |
| Spaanse Furie (Maastricht)                           | Nederlandse rebellen                                          | Spaanse muiters                            | 20 oktober 1576                                 |                                            |
| Spaanse Furie (Antwerpen)                            | Brabantse troepen Duitse en Waalse soldaten Gewapende burgers | Spaanse muiters                            | 4 – 7 november 1576                             |                                            |
| Van Pacificatie tot scheuring (1576–1578)            |                                                               |                                            |                                                 |                                            |
| Beleg van het Spanjaardenkasteel (Gent)              | Brabantse troepen Vlaamse troepen Hollandse troepen           | Spaanse muiters                            | 15 september – 11 november 1576                 |                                            |
| Beleg van Vredenburg (Utrecht)                       | Staatse leger                                                 | Spaanse muiters                            | 21 december 1576 - 11 februari 1577             |                                            |
| Inname van de Citadel van Antwerpen                  | Staatse leger                                                 | Duitse muiters                             | 1 september – 2 november 1577                   |                                            |
| Inname van Bergen op Zoom (1577)                     | Staatse leger                                                 | Leger van Vlaanderen                       | 13 september 1577                               |                                            |
| Inname van de Naamse citadel                         | Staatse leger                                                 | Leger van Vlaanderen                       | 24 juli 1577                                    |                                            |
| Inname van Steenbergen (1577)                        | Staatse leger                                                 | Leger van Vlaanderen                       | 14 augustus 1577                                |                                            |
| Beleg van Breda (1577)                               | Staatse leger                                                 | Leger van Vlaanderen                       | 4 augustus - 2 oktober 1577                     |                                            |
| Aanslag op Amsterdam (1577)                          | Staatse leger                                                 | Leger van Vlaanderen                       | 23 november 1577                                |                                            |
| Beleg van Roermond (1577–1578)                       | Staatse leger                                                 | Leger van Vlaanderen                       | 8 okt 1577 - 4 jan 1578                         |                                            |
| Slag bij Gembloers                                   | Staatse leger                                                 | Leger van Vlaanderen                       | 31 januari 1578                                 |                                            |
| Beleg van Zichem                                     | Staatse leger                                                 | Leger van Vlaanderen                       | 20 februari - 24 februari 1578                  |                                            |
| Beleg van Limburg                                    | Staatse leger                                                 | Leger van Vlaanderen                       | 10–15 juni 1578                                 |                                            |
| Inname van Dalhem                                    | Staatse leger                                                 | Leger van Vlaanderen                       | 20 juni 1578                                    |                                            |
| Beleg van Kampen (1578)                              | Staatse leger                                                 | Leger van Vlaanderen                       | 25 juni – 20 juli 1578                          |                                            |
| Slag bij Rijmenam                                    | Staatse leger                                                 | Leger van Vlaanderen                       | 31 juli 1578                                    |                                            |
| Plundering van Aarschot                              | Gentse Republiek                                              | Leger van Vlaanderen                       | 7 augustus – 11 augustus 1578                   |                                            |
| Beleg van Deventer (1578)                            | Staatse leger                                                 | Leger van Vlaanderen                       | 3 augustus - 19 november 1578                   |                                            |
| Beleg van Nijvel                                     | Staatse leger                                                 | Leger van Vlaanderen                       | 28 september - 1578                             |                                            |
| Beleg van Binche                                     | Staatse leger                                                 | Leger van Vlaanderen                       | 22 september - 7 oktober 1578                   |                                            |
| Inname van Menen (1578)                              | Gentse Republiek                                              | Malcontenten                               | 1 oktober - 1578                                |                                            |
| Van Unies van Atrecht/Utrecht tot Armada (1579–1588) |                                                               |                                            |                                                 |                                            |
| Beleg van Kerpen                                     | Staatse leger                                                 | Leger van Vlaanderen                       | 7 januari - 15 januari 1579                     |                                            |
| Slag bij Borgerhout                                  | Staatse leger                                                 | Leger van Vlaanderen                       | 2 maart 1579                                    |                                            |
| Beleg van Maastricht (1579)                          | Staatse leger                                                 | Leger van Vlaanderen                       | 8 maart - 29 juni 1579                          |                                            |
| Schermersoproer ('s-Hertogenbosch)                   | Calvinistisch schermersgilde                                  | Katholieke burgers                         | 1 juli 1579                                     |                                            |
| Slag om Baasrode                                     | Staatse leger                                                 | Malcontenten                               | 15 augustus 1579                                |                                            |
| Inname van Menen (1579)                              | Gentse Republiek                                              | Malcontenten                               | 21 oktober 1579                                 |                                            |
| Inname van Kortrijk                                  | Gentse Republiek                                              | Malcontenten                               | 27 februari 1580                                |                                            |
| Engelse Furie (Mechelen)                             | Staatse leger                                                 | Malcontenten                               | 9 april 1580                                    |                                            |
| Beleg van Groningen (1580)                           | Staatse leger                                                 | Rennenberg                                 | 3 maart - 18 juni 1580                          |                                            |
| Zwols oproer                                         | Calvinisten                                                   | Malcontenten                               | 15-16 juni 1580                                 |                                            |
| Slag op de Hardenbergerheide                         | Staatse leger                                                 | Leger van Vlaanderen                       | 17 juni 1580                                    |                                            |
| Aanval op Halle (1580)                               | Staatse leger                                                 | Malcontenten                               | 9-10 juli 1580                                  |                                            |
| Beleg van Steenwijk (1580-1581)                      | Staatse leger                                                 | Rennenberg                                 | 19 oktober 1580 - 23 februari 1581              |                                            |
| Slag om Goor (1581)                                  | Staatse leger                                                 | Leger van Vlaanderen                       | 23 juli 1581 - 1 augustus 1581                  |                                            |
| Beleg van Kamerijk (1581)                            | Staatse leger Anjou's troepen                                 | Leger van Vlaanderen                       | september 1580 - 17 augustus 1581               |                                            |
| Furie van Houtepen (Breda)                           | Staatse leger                                                 | Leger van Vlaanderen                       | 26-27 juli 1581                                 |                                            |
| Slag bij Noordhorn                                   | Staatse leger                                                 | Leger van Vlaanderen                       | 30 september 1581                               |                                            |
| Beleg van Niezijl                                    | Staatse leger                                                 | Leger van Vlaanderen                       | 3 - 24 oktober 1581                             |                                            |
| Beleg van Doornik (1581)                             | Staatse leger                                                 | Leger van Vlaanderen                       | 5 oktober - 29 november 1581                    |                                            |
| Inname van Aalst (1582)                              | Staatse leger                                                 | Leger van Vlaanderen                       | 23 april 1582                                   |                                            |
| Beleg van Oudenaarde                                 | Staatse leger                                                 | Leger van Vlaanderen                       | 19 april - 5 juli 1582                          |                                            |
| Slag bij Punta Delgada                               | Staatse vloot                                                 | Spaanse marine                             | 26 juli 1582                                    |                                            |
| Verraad van Lier                                     | Staatse leger                                                 | Leger van Vlaanderen                       | 27 augustus 1582                                |                                            |
| Ontzet van Lochem                                    | Staatse leger                                                 | Leger van Vlaanderen                       | 24 september 1582                               |                                            |
| Belegering van het Kasteel Keppel (1582)             | Staatse leger                                                 | Leger van Vlaanderen                       | 29-30 september 1582                            |                                            |
| Inname van Steenwijk (1582)                          | Staatse leger                                                 | Leger van Vlaanderen                       | 16-17 november 1582                             |                                            |
| Franse Furie (Antwerpen)                             | Staatse leger                                                 | Anjou's troepen (coupplegers)              | 17 januari 1583                                 |                                            |
| Beleg van Eindhoven (1583)                           | Staatse leger Franse leger                                    | Leger van Vlaanderen                       | 7 februari - 23 april 1583                      |                                            |
| Slag bij Steenbergen (1583)                          | Staatse leger                                                 | Leger van Vlaanderen                       | 17 juni 1583                                    |                                            |
| Beleg van Ieper (1583-1584)                          | Staatse leger                                                 | Leger van Vlaanderen                       | augustus 1583 - 7 april 1584                    |                                            |
| Inname van Aalst (1583)                              | Staatse leger                                                 | Leger van Vlaanderen                       | 3 november 1583                                 |                                            |
| Beleg van Gent                                       | Gentse Republiek Staatse leger                                | Leger van Vlaanderen                       | 1583 - 17 september 1584                        |                                            |
| Slag bij Terborg (1584)                              | Staatse leger Keur-Keulen                                     | Leger van Vlaanderen Beieren               | 31 maart 1584                                   |                                            |
| Beleg van Zutphen (1584)                             | Staatse leger                                                 | Leger van Vlaanderen                       | 3 juli 1584                                     |                                            |
| Beleg van Brussel (1584-1585)                        | Staatse leger                                                 | Leger van Vlaanderen                       | augustus 1584 - 10 maart 1585                   |                                            |
| Beleg van Antwerpen (1584-1585)                      | Antwerpse Republiek Staatse leger                             | Leger van Vlaanderen                       | juli 1584 - 17 augustus 1585                    |                                            |
| Aanslag op 's-Hertogenbosch (1585)                   | Staatse leger                                                 | Leger van Vlaanderen                       | 19 januari 1585                                 |                                            |
| Slag op de Kouwensteinsedijk                         | Antwerpse Republiek Staatse leger                             | Leger van Vlaanderen                       | 7 mei en 26 mei, 1585                           |                                            |
| Slag bij Amerongen                                   | Staatse leger                                                 | Leger van Vlaanderen                       | 23 juni 1585                                    |                                            |
| Beleg van IJsseloord                                 | Staatse leger                                                 | Leger van Vlaanderen                       | 6 oktober - 15 oktober 1585                     |                                            |
| Wonder van Empel                                     | Staatse leger                                                 | Leger van Vlaanderen                       | december 1585                                   |                                            |
| Slag bij Boksum                                      | Staatse leger                                                 | Leger van Vlaanderen                       | 17 januari 1586                                 |                                            |
| Beleg van Grave (1586)                               | Staatse leger                                                 | Leger van Vlaanderen                       | ? - 7 juni 1586                                 |                                            |
| Inname van Axel                                      | Staatse leger                                                 | Leger van Vlaanderen                       | 16 - 17 juni 1586                               |                                            |
| Beleg van Venlo (1586)                               | Staatse leger                                                 | Leger van Vlaanderen                       | juni 1586                                       |                                            |
| Bloedbad van Neuss                                   | Staatse leger Keur-Keulen                                     | Leger van Vlaanderen Beieren               | 26 juli 1586                                    |                                            |
| Beleg van Rijnberk (1586-1590)                       | Staatse leger                                                 | Leger van Vlaanderen                       | 13 augustus 1586 - 3 oktober 1590               |                                            |
| Beleg van Zutphen (1586)                             | Staatse leger                                                 | Leger van Vlaanderen                       | september - oktober 1586                        |                                            |
| Slag bij Warnsveld                                   | Staatse leger                                                 | Leger van Vlaanderen                       | 22 september 1586                               |                                            |
| Beleg van Sluis (1587)                               | Staatse leger                                                 | Leger van Vlaanderen                       | 1587                                            |                                            |
| Inname van Geldern                                   | Staatse leger                                                 | Leger van Vlaanderen                       | 4 juli 1587                                     |                                            |
| Beleg van Medemblik (1588)                           | Staatse leger                                                 | Leicester                                  | 27 februari – 29 april 1588                     |                                            |
| Slag bij Grevelingen (1588)                          | Staatse vloot Royal Navy                                      | Spaanse Armada                             | 29 juli 1588                                    |                                            |
| Verraad van Wageningen                               | Staatse leger                                                 | Leger van Vlaanderen                       | december 1588                                   |                                            |
| Tien jaren (1588–1598)                               |                                                               |                                            |                                                 |                                            |
| Inname van Tienen (1588)                             | Staatse leger                                                 | Leger van Vlaanderen                       | 1588                                            |                                            |
| Beleg van Bergen op Zoom (1588)                      | Staatse leger                                                 | Leger van Vlaanderen                       | 23 september - 13 november 1588                 |                                            |
| Inname van Wachtendonk (1588)                        | Staatse leger                                                 | Leger van Vlaanderen                       | 20 december 1588                                |                                            |
| Belegering van Kasteel Bleijenbeek                   | Staatse leger                                                 | Leger van Vlaanderen                       | april - 25 juni 1589                            |                                            |
| Beleg van Heusden (1589)                             | Staatse leger                                                 | Leger van Vlaanderen                       | zomer - oktober 1589                            |                                            |
| Aanslag op Nijmegen (1589)                           | Staatse leger                                                 | Leger van Vlaanderen                       | 10 augustus 1589                                |                                            |
| Slag om Zoutkamp                                     | Staatse leger                                                 | Leger van Vlaanderen                       | 15-20 oktober 1589                              |                                            |
| Turfschip van Breda                                  | Staatse leger                                                 | Leger van Vlaanderen                       | 3 - 4 maart 1590                                |                                            |
| Aanval op Fort Noordam                               | Staatse leger                                                 | Leger van Vlaanderen                       | juli 1590                                       |                                            |
| Aanval op Lochem (1590)                              | Staatse leger                                                 | Leger van Vlaanderen                       | 29 oktober 1590                                 |                                            |
| Inname van Steenbergen (1590)                        | Staatse leger                                                 | Leger van Vlaanderen                       | september 1590                                  |                                            |
| Maurits' veldtocht van 1591:                         | Staatse leger                                                 | Leger van Vlaanderen                       | 1591                                            |                                            |
| * Beleg van Zutphen (1591)                           | Staatse leger                                                 | Leger van Vlaanderen                       | 19 - 30 mei 1591                                |                                            |
| * Beleg van Deventer (1591)                          | Staatse leger                                                 | Leger van Vlaanderen                       | 1 - 10 juni 1591                                |                                            |
| * Inname van Delfzijl                                | Staatse leger                                                 | Leger van Vlaanderen                       | 2 juli 1591                                     |                                            |
| * Beleg van Knodsenburg                              | Staatse leger                                                 | Leger van Vlaanderen                       | 15 juli - 25 juli, 1591                         |                                            |
| * Beleg van Hulst (1591)                             | Staatse leger                                                 | Leger van Vlaanderen                       | 20 - 24 september 1591                          |                                            |
| * Beleg van Nijmegen (1591)                          | Staatse leger                                                 | Leger van Vlaanderen                       | 17 - 21 oktober 1591                            |                                            |
| * Beleg van 's-Hertogenbosch (1591)                  | Staatse leger                                                 | Leger van Vlaanderen                       | 1591                                            |                                            |
| Beleg van Steenwijk (1592)                           | Staatse leger                                                 | Leger van Vlaanderen                       | 28 mei - 5 juli 1592                            |                                            |
| Beleg van Coevorden (1592)                           | Staatse leger                                                 | Leger van Vlaanderen                       | 16 augustus - 2 september 1592                  |                                            |
| 1e veldtocht naar Luxemburg                          | Staatse leger Bouillon                                        | Leger van Vlaanderen                       | 14 januari – 10 februari 1593                   |                                            |
| Beleg van Geertruidenberg (1593)                     | Staatse leger                                                 | Leger van Vlaanderen                       | 27 maart - 24 juni 1593                         |                                            |
| Beleg van Coevorden (1593-1594)                      | Staatse leger                                                 | Leger van Vlaanderen                       | oktober 1593 - april 1594                       |                                            |
| Aanval op Delfzijl (1594)                            | Staatse leger                                                 | Leger van Vlaanderen                       | 12 februari - 13 februari 1593                  |                                            |
| Aanslag op 's-Hertogenbosch (1594)                   | Staatse leger                                                 | Leger van Vlaanderen                       | 28 februari 1594                                |                                            |
| Reductie van Groningen                               | Staatse leger                                                 | Leger van Vlaanderen                       | mei - 22 juli 1594                              |                                            |
| 2e veldtocht naar Luxemburg                          | Staatse leger Bouillon Franse leger                           | Leger van Vlaanderen Luik                  | januari – juni 1595                             |                                            |
| *Inname van Hoei                                     | Staatse leger Bouillon Franse leger                           | Leger van Vlaanderen Luik                  | 6 februari - 20 maart 1595                      |                                            |
| Beleg van Grol (1595)                                | Staatse leger                                                 | Leger van Vlaanderen                       | 14 - 24 juli 1595                               |                                            |
| Slag bij de Lippe (en:Battle of the Lippe)           | Staatse leger                                                 | Leger van Vlaanderen                       | 3 september 1595                                |                                            |
| Beleg van Calais (1596)                              | Franse leger Engelse troepen Staatse leger                    | Leger van Vlaanderen                       | 8 - 24 april 1596                               |                                            |
| Beleg van Hulst (1596)                               | Staatse leger                                                 | Leger van Vlaanderen                       | augustus 1596                                   |                                            |
| Slag bij Turnhout                                    | Staatse leger                                                 | Leger van Vlaanderen                       | 24 januari 1597                                 |                                            |
| Verraad van Venlo                                    | Staatse leger                                                 | Leger van Vlaanderen                       | 21 mei 1597                                     |                                            |
| Maurits' veldtocht van 1597:                         | Staatse leger                                                 | Leger van Vlaanderen                       | augustus - november 1597                        |                                            |
| * Beleg van Rijnberk (1597)                          | Staatse leger                                                 | Leger van Vlaanderen                       | 11 - 20 augustus 1597                           |                                            |
| * Beleg van Meurs (1597)                             | Staatse leger                                                 | Leger van Vlaanderen                       | 29 augustus - 3 september 1597                  |                                            |
| * Beleg van Grol (1597)                              | Staatse leger                                                 | Leger van Vlaanderen                       | 11 - 28 september 1597                          |                                            |
| * Beleg van Bredevoort (1597)                        | Staatse leger                                                 | Leger van Vlaanderen                       | 1 - 9 oktober 1597                              |                                            |
| * Inname van Enschede (1597)                         | Staatse leger                                                 | Leger van Vlaanderen                       | 19 oktober 1597                                 |                                            |
| * Inname van Ootmarsum (1597)                        | Staatse leger                                                 | Leger van Vlaanderen                       | 21 oktober 1597                                 |                                            |
| * Beleg van Oldenzaal (1597)                         | Staatse leger                                                 | Leger van Vlaanderen                       | 20 - 23 oktober 1597                            |                                            |
| * Beleg van Lingen (1597)                            | Staatse leger                                                 | Leger van Vlaanderen                       | 28 oktober - 12 november 1597                   |                                            |
| Beleg van Rijnberk (1598)                            | Staatse leger                                                 | Leger van Vlaanderen                       | 9 - 14 oktober 1598                             |                                            |
| Van Tien jaren naar Bestand (1599–1609)              |                                                               |                                            |                                                 |                                            |
| Beleg van Schenkenschans (1599)                      | Staatse leger                                                 | Leger van Vlaanderen                       | april 1599                                      |                                            |
| Beleg van Zaltbommel (1599)                          | Staatse leger                                                 | Leger van Vlaanderen                       | 15 mei - 4 juni 1599                            |                                            |
| Beleg van Rees (1599)                                | Staatse leger Neder-Saksische Kreits Keur-Rijnse Kreits       | Leger van Vlaanderen                       | 10 september 1599                               |                                            |
| Inname van Wachtendonk (1600)                        | Staatse leger                                                 | Leger van Vlaanderen                       | 1600                                            |                                            |
| Slag bij Nieuwpoort                                  | Staatse leger                                                 | Leger van Vlaanderen                       | 2 juli 1600                                     |                                            |
| Beleg van Oostende                                   | Staatse leger                                                 | Leger van Vlaanderen                       | 4 juli 1601 - 22 september 1604                 |                                            |
| Beleg van Rijnberk (1601)                            | Staatse leger                                                 | Leger van Vlaanderen                       | 12 juni - 30 juli 1601                          |                                            |
| Beleg van 's-Hertogenbosch (1601)                    | Staatse leger                                                 | Leger van Vlaanderen                       | 1 - 27 november 1601                            |                                            |
| Beleg van Grave (1602)                               | Staatse leger                                                 | Leger van Vlaanderen                       | 18 juli - 20 september 1602                     |                                            |
| Slag bij Sluis (1603)                                | Staatse leger                                                 | Leger van Vlaanderen                       | 26 mei 1603                                     |                                            |
| Beleg van Hoogstraten (1603)                         | Staatse leger Unie van Hoogstraten                            | Leger van Vlaanderen                       | 26 juli – 10 augustus 1603                      |                                            |
| Beleg van 's-Hertogenbosch (1603)                    | Staatse leger                                                 | Leger van Vlaanderen                       | 19 augustus - 5 november 1603                   |                                            |
| Beleg van Wachtendonk (1603)                         | Staatse leger                                                 | Leger van Vlaanderen                       | 17-27 oktober 1603                              |                                            |
| Beleg van Sluis (1604)                               | Staatse leger                                                 | Leger van Vlaanderen                       | 19 augustus 1604                                |                                            |
| Aanslag op Antwerpen (1605)                          | Staatse leger                                                 | Leger van Vlaanderen                       | 17 mei 1605                                     |                                            |
| Spinola's veldtocht van 1605-1606:                   | Staatse leger                                                 | Leger van Vlaanderen                       | juli 1605 - november 1606                       |                                            |
| * Beleg van Oldenzaal (1605)                         | Staatse leger                                                 | Leger van Vlaanderen                       | 8 augustus - 9 augustus 1605                    |                                            |
| * Beleg van Lingen (1605)                            | Staatse leger                                                 | Leger van Vlaanderen                       | 10 augustus - 18 augustus 1605                  |                                            |
| * Aanvallen op Bergen op Zoom                        | Staatse leger                                                 | Leger van Vlaanderen                       | 23 augustus en 21 september 1605                |                                            |
| * Beleg van Wachtendonk (1605)                       | Staatse leger                                                 | Leger van Vlaanderen                       | 8 oktober - 28 oktober 1605                     |                                            |
| * Slag bij Mülheim (1605)                            | Staatse leger                                                 | Leger van Vlaanderen                       | 9 oktober 1605                                  |                                            |
| * Belegering van Kasteel Krakau                      | Staatse leger                                                 | Leger van Vlaanderen                       | 5 november - 8 november 1605                    |                                            |
| * Beleg van Bredevoort (1606)                        | Staatse leger                                                 | Leger van Vlaanderen                       | 14 maart - 22 maart 1606                        |                                            |
| * Aanval op Sluis (1606)                             | Staatse leger                                                 | Leger van Vlaanderen                       | 12 juli 1606                                    |                                            |
| * Slag bij de Berkumerbrug                           | Staatse leger                                                 | Leger van Vlaanderen                       | 2 augustus 1606                                 |                                            |
| * Beleg van Grol (1606) (x2)                         | Staatse leger                                                 | Leger van Vlaanderen                       | 3 - 14 augustus en 30 oktober - 9 november 1606 |                                            |
| * Beleg van Rijnberk (1606)                          | Staatse leger                                                 | Leger van Vlaanderen                       | 22 augustus - 1 oktober 1606                    |                                            |
| Aanslag op Venlo (1606)                              | Staatse leger                                                 | Leger van Vlaanderen                       | 1 oktober 1606                                  |                                            |
| * Beleg van Lochem (1606)                            | Staatse leger                                                 | Leger van Vlaanderen                       | 24 oktober 1606                                 |                                            |
| Aanval op Erkelenz                                   | Staatse leger                                                 | Leger van Vlaanderen                       | 7 februari 1607                                 |                                            |
| Zeeslag bij Gibraltar                                | Staatse vloot                                                 | Spaanse marine                             | 25 april 1607                                   |                                            |
| Twaalfjarig Bestand (1609–1621)                      |                                                               |                                            |                                                 |                                            |
| Beleg van Gulik (1610)                               | Staatse leger                                                 | Leger van Vlaanderen                       | 29 juli - 2 september 1610                      |                                            |
| Beleg van Wesel (1620)                               | Staatse leger                                                 | Leger van Vlaanderen                       | 15-23 augustus 1620                             |                                            |
| Aanslag op Antwerpen (1620)                          | Staatse leger                                                 | Leger van Vlaanderen                       | 1620                                            |                                            |
| Van Bestand tot Münster (1621–1648)                  |                                                               |                                            |                                                 |                                            |
| Slag bij Doornik (1621)                              | Staatse leger                                                 | Leger van Vlaanderen                       | september 1621                                  |                                            |
| Beleg van Gulik (1621-1622)                          | Staatse leger                                                 | Leger van Vlaanderen                       | 5 september 1621 - 3 februari 1622              |                                            |
| Beleg van Bergen op Zoom (1622)                      | Staatse leger                                                 | Leger van Vlaanderen                       | 18 juli - 2 oktober 1622                        |                                            |
| Beleg van Steenbergen (1622)                         | Staatse leger                                                 | Leger van Vlaanderen                       | juli 1622                                       |                                            |
| Aanslag op 's-Hertogenbosch (1622)                   | Staatse leger                                                 | Leger van Vlaanderen                       | 9 augustus 1622                                 |                                            |
| Aanslag op Antwerpen (1623)                          | Staatse leger                                                 | Leger van Vlaanderen                       | november 1623                                   |                                            |
| Inval van de Veluwe (1624)                           | Staatse leger                                                 | Leger van Vlaanderen                       | 16-24 februari 1624                             |                                            |
| Aanslag op Antwerpen (1624)                          | Staatse leger                                                 | Leger van Vlaanderen                       | oktober 1624                                    |                                            |
| Inname van Goch (1625)                               | Staatse leger                                                 | Leger van Vlaanderen                       | 27 januari - 29 januari 1625                    |                                            |
| Beleg van Breda (1624-1625)                          | Staatse leger                                                 | Leger van Vlaanderen                       | 27 augustus 1624 - 2 juni 1625                  |                                            |
| Beleg van Oldenzaal (1626)                           | Staatse leger                                                 | Leger van Vlaanderen                       | 25 juli - 1 augustus 1626                       |                                            |
| Beleg van Grol (1627)                                | Staatse leger                                                 | Leger van Vlaanderen                       | 20 juli - 19 augustus 1627                      |                                            |
| Slag in de Baai van Matanzas                         | Staatse vloot                                                 | Zilvervloot                                | 7 en 8 september 1628                           |                                            |
| Inval van de Veluwe (1629)                           | Staatse leger                                                 | Leger van Vlaanderen                       | 21 juli-eind augustus 1629                      |                                            |
| Inname van Wesel                                     | Staatse leger                                                 | Leger van Vlaanderen                       | 19 augustus 1629                                |                                            |
| Beleg van 's-Hertogenbosch (1629)                    | Staatse leger                                                 | Leger van Vlaanderen                       | 30 april - 14 september 1629                    |                                            |
| Slag op het Slaak                                    | Staatse vloot                                                 | Spaanse marine                             | 12 september 1631                               |                                            |
| Veldtocht langs de Maas:                             | Staatse leger                                                 | Leger van Vlaanderen                       | mei - augustus 1632                             |                                            |
| * Beleg van Venlo (1632)                             | Staatse leger                                                 | Leger van Vlaanderen                       | 1 - 4 juni 1632                                 |                                            |
| * Beleg van Roermond (1632)                          | Staatse leger                                                 | Leger van Vlaanderen                       | 2 - 5 juni 1632                                 |                                            |
| * Beleg van Maastricht (1632)                        | Staatse leger                                                 | Leger van Vlaanderen                       | 9 juni - 22 augustus 1632                       |                                            |
| Beleg van Rijnberk (1633)                            | Staatse leger                                                 | Leger van Vlaanderen                       | 11 juni - 2 juli 1633                           |                                            |
| Beleg van Maastricht (1634)                          | Staatse leger                                                 | Leger van Vlaanderen                       | 30 juni – 8 september 1634                      |                                            |
| Beleg van Philippine                                 | Staatse leger                                                 | Leger van Vlaanderen                       | 8 mei - 20 mei 1635                             |                                            |
| Inname van Tienen (1635)                             | Staatse leger Franse leger                                    | Leger van Vlaanderen                       | 10 juni 1635                                    |                                            |
| Beleg van Leuven (1635)                              | Staatse leger Franse leger                                    | Leger van Vlaanderen                       | 1635                                            |                                            |
| Beleg van Schenkenschans (1635-1636)                 | Staatse leger                                                 | Leger van Vlaanderen                       | 28 juli 1635 – 29 april 1636                    |                                            |
| Slag bij Lizard Point                                | Staatse vloot                                                 | Spaanse marine                             | 18 februari 1637                                |                                            |
| Beleg van Breda (1637)                               | Staatse leger                                                 | Leger van Vlaanderen                       | 21 juli - 11 oktober 1637                       |                                            |
| Inname van Venlo (1637)                              | Staatse leger                                                 | Leger van Vlaanderen                       | 20 - 25 augustus 1637                           |                                            |
| Beleg van Roermond (1637)                            | Staatse leger                                                 | Leger van Vlaanderen                       | 30 augustus - 3 september 1637                  |                                            |
| Verraad van Maastricht (1638)                        | Staatse leger                                                 | Leger van Vlaanderen                       | februari - juli 1638                            |                                            |
| Slag bij Kallo                                       | Staatse leger                                                 | Leger van Vlaanderen                       | 20 juni 1638                                    |                                            |
| Zeeslag bij Duinkerke                                | Staatse vloot                                                 | Duinkerker kapers                          | 18 februari 1639                                |                                            |
| Zeeslag bij Duins                                    | Staatse vloot                                                 | Spaanse marine                             | 31 oktober 1639                                 |                                            |
| Slag bij Hulst                                       | Staatse leger                                                 | Leger van Vlaanderen                       | 4 juli 1640                                     |                                            |
| Beleg van Gennep                                     | Staatse leger                                                 | Leger van Vlaanderen                       | 28 juni - 29 juli 1641                          |                                            |
| Zeeslag bij Kaap Sint-Vincent (1641)                 | Staatse vloot                                                 | Spaanse marine                             | 4 november 1641                                 |                                            |
| Hinderlaag bij Bergen op Zoom                        | Staatse leger                                                 | Leger van Vlaanderen                       | 4 september 1643                                |                                            |
| Beleg van Sas van Gent (1644)                        | Staatse leger                                                 | Leger van Vlaanderen                       | 28 juli - 5 september 1644                      |                                            |
| Beleg van Hulst (1645)                               | Staatse leger                                                 | Leger van Vlaanderen                       | 7 oktober - 4 november 1645                     |                                            |
| Beleg van Antwerpen (1646)                           | Staatse leger                                                 | Leger van Vlaanderen                       | 12 juli - september 1646                        |                                            |
| Beleg van Venlo (1646)                               | Staatse leger                                                 | Leger van Vlaanderen                       | 10 - 29 oktober 1646                            |                                            |
| Zeeslag bij Puerto de Cavite                         | Staatse vloot                                                 | Spaanse marine                             | 10 juni 1647                                    |                                            |

(*) Deze gevechten zijn onderdeel van de erboven staande veldtocht.